# Fighting Through
Pour plus de détails, voir Fiche technique et Distribution.
Fighting Through est un film muet américain, écrit et réalisé par Christy Cabanne, sorti en 1919.

## Synopsis
Robert Carr, petit-fils d’un soldat confédéré, a été élevé à ne reconnaître de valeur qu'au Stars and Bars, le drapeau de la Confédération, et à considérer le Stars and Stripes, le drapeau des États-Unis, comme un drapeau ennemi. La fiancée de Robert, Maryland Warren, respecte les États-Unis malgré le fait qu’elle aussi a eu un grand-père qui a lutté pour le Sud. Elle se moque de lui, en le traitant de couard, lorsqu'il laisse un autre de ses prétendants la secourir lorsque son cheval s'emballe.
Lorsque la guerre est déclarée contre l’Allemagne, Robert refuse de se mettre debout quand le drapeau américain est hissé. Maryland l’accuse de perfidie et annule les fiançailles. Quelque temps après, Robert est battu par des clochards et mis dans un train. Il se réveille dans l’Arizona où il apprend que Maryland, venue y passer ses vacances, a été prise en otage par des bandits mexicains qui l'ont emmenée de l'autre côté de la frontière. Robert vient à son secours et la libère Maryland, puis ils retournent en Virginie, réconciliés.

## Fiche technique
- Titre original : Fighting Through
- Réalisation : Christy Cabanne
- Scénario : Christy Cabanne
- Photographie : Sam Landers
- Production : Christy Cabanne
- Société de production : William Christy Cabanne Producing Company
- Sociétés de distribution : W. W. Hodkinson Corporation, Pathé Exchange, Incorporated
- Pays d’origine :  États-Unis
- Langue : anglais
- Format : Noir et blanc - 35 mm - 1,37:1 - Muet
- Genre : drame
- Durée : 6 bobines
- Date de sortie :
  - États-Unis :27 janvier 1919

## Distribution
- E. K. Lincoln : Robert Carr
- Spottiswoode Aitken : Colonel Dabney Carr
- Millicent Fisher : Maryland Warren
- Frederick Vroom : Braxton Warren
- Helen Dunbar : Mme Warren
- Hayward Mack : Raymond Haynes

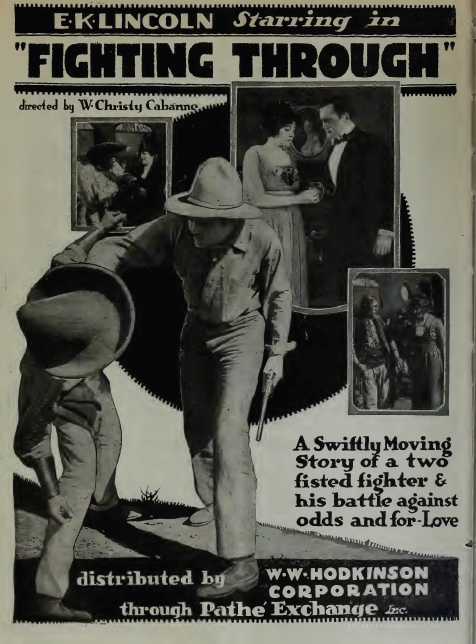
Publicité pour le film
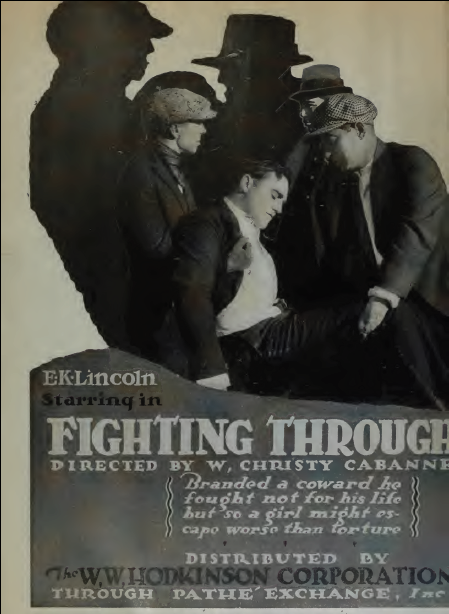
Publicité pour le film